# Limerick GAA
Le Limerick GAA est une sélection sportive irlandaise basée dans la province de Munster et pratiquant les sports gaéliques : Hurling, football gaélique et camogie. Le Limerick GAA évolue au Gaelic grounds (50 000 places). 

## Palmarès de football gaélique
- All-Ireland Senior Football Championships: 2
  - 1887, 1896

- All-Ireland Minor Football Championships: None

- All-Ireland Junior Football Championships: None

- Munster Senior Football Championships: None

- Munster Under 21 Football Championships: 1
  - 2000

- Munster Minor Football Championships: 1
  - 1956

- Munster Junior Football Championships: 4
  - 1916, 1929, 1939, 1950

## Palmarès de hurling
- All-Ireland Senior Hurling Championships: 8
  - 1897, 1918, 1921, 1934, 1936, 1940, 1973, 2018, 2020, 2021
- All-Ireland Under-21 Hurling Championships: 4
  - 1987, 2000, 2001, 2002
- All-Ireland Minor Hurling Championships: 3
  - 1940, 1958, 1984
- All-Ireland Junior Hurling Championships: 4
  - 1935, 1941, 1954, 1957
- Munster Senior Hurling Championships: 18
  - 1897, 1910, 1911, 1918, 1921, 1923, 1933, 1934, 1935, 1936, 1940, 1955, 1973, 1974, 1980, 1981, 1994, 1996
- Munster Under 21 Hurling Championships: 5
  - 1986, 1987, 2000, 2001, 2002
- Munster Minor Hurling Championships: 5
  - 1940, 1958, 1963, 1965, 1984
- Munster Junior Hurling Championships: 10
  - 1927, 1935, 1939, 1941, 1946, 1948, 1952, 1954, 1957, 1986
- Munster Intermediate Hurling Championships: 2
  - 1968, 1998